# Christian Pittex
Christian Pittex  (* 1972) ist ein Schweizer Skibergsteiger aus La Forclaz. Er war Mitglied im Swiss Team und ist hauptberuflich Grenzwächter.

## Erfolge (Auswahl)
- 2002[1]:
  - 2. Platz Team beim Diamir-Race Diemtigtal (mit Emmanuel Vaudan)
  - 2. Platz bei der Trophée du Muveran (mit Vaudan)
  - 3. Platz beim „Valerette Altiski 2000“

- 2003: 10. Platz Europameisterschaft Skibergsteigen Team mit Didier Moret

- 2004:
  - 5. Platz bei der Weltmeisterschaft Skibergsteigen Team mit Alexander Hug
  - 10. Platz bei der Weltmeisterschaft Skibergsteigen Kombinationswertung

- 2005:
  - 2. Platz Europameisterschaft Skibergsteigen Staffel mit Hug, Jean-Yves Rey und Yannick Ecoeur
  - 3. Platz Europameisterschaft Skibergsteigen Team (mit Didier Moret)
  - 4. Platz Europameisterschaft Skibergsteigen Einzel
  - 8. Platz Weltcup, Salt Lake City
  - 9. Platz Weltcup Team (mit Rey)

- 2006: 2. beim Adamello Ski Raid (mit Alexander Hug und Didier Moret)

### Trofeo Mezzalama
Bei der Trofeo Mezzalama:
- 2003: 6. Platz mit Florent Troillet und Didier Moret
- 2005: 2. Platz mit Florent Troillet und Alexander Hug

### Patrouille des Glaciers
Bei der Patrouille des Glaciers:
- 2004: 4. Platz mit Florent Troillet und Alexander Hug
- 2006: 2. Platz mit Didier Moret und Alexander Hug

### Pierra Menta
Bei der Pierra Menta:
- 2005: 6. Platz  mit Pierre-Marie Taramarcaz